# Zahořany (Plzeň)
Zahořany é uma comuna checa localizada na região de Plzeň, distrito de Domažlice.